# West Europe Orchestra
Criada em 2005 pela mão do maestro Élio Leal, a West Europe Orchestra (WEO) é uma orquestra de sopros composta por cerca de 55 elementos jovens oriundos dos vários concelhos da Região do Oeste, na sua grande maioria estudantes e ex-estudantes de música. A orquestra nasceu no seio do Círculo de Cultura Musical Bombarralense e foi criada com a finalidade de ser a orquestra residente de um festival de música. Logo na sua primeira apresentação pública o sucesso foi enorme e os convites para novos concertos e projetos multiplicaram-se.
Com o objetivo de se afirmar com um projeto distinto no panorama musical português ao nível das formações de orquestra de sopros, a WEO foi pioneira na apresentação de concertos temáticos e na colaboração com cantores líricos e ligeiros, interpretando assim um reportório bastante vasto e diversificado, desde música erudita, passando pelas bandas sonoras de filmes, até aos clássicos da música ligeira. Dos vários pontos alto da WEO, destaca-se a colaboração com os 3 Tenores Portugueses na apresentação de vários concertos em homenagem ao tenor italiano | Luciano Pavarotti; e os espetáculos: "Disney & Broadway", "Magia da 7ª Arte", "Ópera em Sopro", "Música Portuguesa", "Tangos & Valsas", entre outros.
Em março de 2008, o "projeto West Europe Orchestra" foi eleito pelos euro deputados portugueses como vencedor nacional do Prémio Europeu Carlos Magno para a Juventude, representando Portugal neste importante e prestigiado concurso organizado pelo Parlamento Europeu e pela Fundação do Prémio Internacional Carlos Magno de Aachen (Alemanha). O projeto mereceu o reconhecimento e os elogios do então Presidente do Parlamento Europeu, Hans-Gert Pöttering, e da Chanceler Alemã, | Angela Merkel.
Em dezembro de 2008, foi a orquestra residente na Óbidos Vila Natal, tendo sido convidada para interpretar a Suite do bailado | O Quebra-Nozes de | Tchaikovsky.
Em maio de 2010, a WEO foi convidada a realizar um concerto para o anterior Presidente da Republica, Prof. Doutor Aníbal Cavaco Silva, aquando do seu Roteiro pelas Comunidades Locais Inovadoras, o concerto contou ainda com a presença da então ministra da cultura, | Gabriela Canavilhas.
Em agosto de 2011, realizou a sua primeira digressão internacional, representando Portugal no 14th International Youth Band Festival, o mais antigo festival de orquestras de jovens realizado na Grécia e um dos mais antigos da Europa. Neste evento anual que decorre na cidade de | Salónica participam orquestras de jovens de todo o mundo, a WEO realizou diversos concertos tendo recebido importantes elogios da crítica e de todo o público.
Em julho de 2012, na sequência de um convite da Lusitanus Edições, a WEO gravou o seu primeiro álbum, denominado Música Lusitana. O álbum contém obras originais de compositores portugueses e visa promover estes autores em Portugal, em Espanha e na Europa Central.
Desde 2012,  a WEO é a orquestra residente do Festival do Vinho Português e Feira Nacional da Pera Rocha. Neste contexto já atuou com alguns dos mais importantes nomes da música portuguesa: | Jorge Palma (2014), Luís Represas (2015), | Deolinda (2016), | Paulo de Carvalho (2017), | Rita Guerra (2017), Vitorino Salomé (2017), Lena d'Água (2017), André Sardet (2018), | Anabela (2018), João Só (2018), | Mafalda Arnauth (2018) e Fernando Pereira (2019).
É seu diretor artístico o maestro Élio Leal